# Krypteria
Krypteria – niemiecki zespół wykonujący symphonic power/gothic metal powstały w 2001 roku w Akwizgranie. W roku 2012 zespół zawiesił działalność i jego obecny status jest nieokreślony.

## Historia
Historia zespołu rozpoczyna się w roku 2001, kiedy to dwóch przyszłych członków (Chris Siemons i S.C. Kuschnerus) pracowało razem nad stworzeniem płyty CD do musicalu fantasy. Nie mieli wtedy jeszcze ustalonej wokalistki, jako że planowali w nagraniach wykorzystać wiele rozmaitych głosów. Efektem ich działań był wydany w 2003 roku album Krypteria. Mniej więcej rok później, w 2004 roku po uderzeniu tsunami na Oceanie Indyjskim niemiecka telewizja RTL poprosiła ich o ponowne nagranie pochodzącego z niej utworu Liberatio, ze sprzedaży którego dochód miał być wykorzystany na pomoc ofiarom katastrofy. Ji-In Cho, młoda wokalistka o koreańskich korzeniach została wybrana do tej reedycji, a firma Sony/BMG zdecydowała się wydać odnowioną wersję ich pierwszego albumu pod nazwą Liberatio.
Właściwy projekt Krypteria powstaje oficjalnie w roku 2004 i chociaż Siemons z Kuschnerusem grali wiodącą rolę w nagrywaniu płyty Liberatio, zespół nigdy nie uznał jej za swe oficjalne wydawnictwo. Rok później wychodzi ich pierwsza „prawdziwa" płyta zatytułowana In Medias Res. Kolejną płytą Krypterii była EP'ka Evolution Principle, wydana w roku 2006. Niemiecka edycja magazynu Metal Hammer określiła ją jako ważne wydarzenie współczesnego gotyckiego metalu.
19 stycznia 2007 roku ukazuje się druga pełnimetrażowa płyta studyjna zatytułowana Bloodangel's Cry. Tytuł został zaczerpnięty z  tekstu The Night All Angels Cry, jednego z utworów zawartych na płycie. W początkach roku 2008 zespół zaanonsował rozpoczęcie prac nad kolejnym albumem My Fatal Kiss. Album ostatecznie ukazał się w Niemczech 28 sierpnia 2009 a w pozostałych krajach Europy 29 stycznia następnego roku.

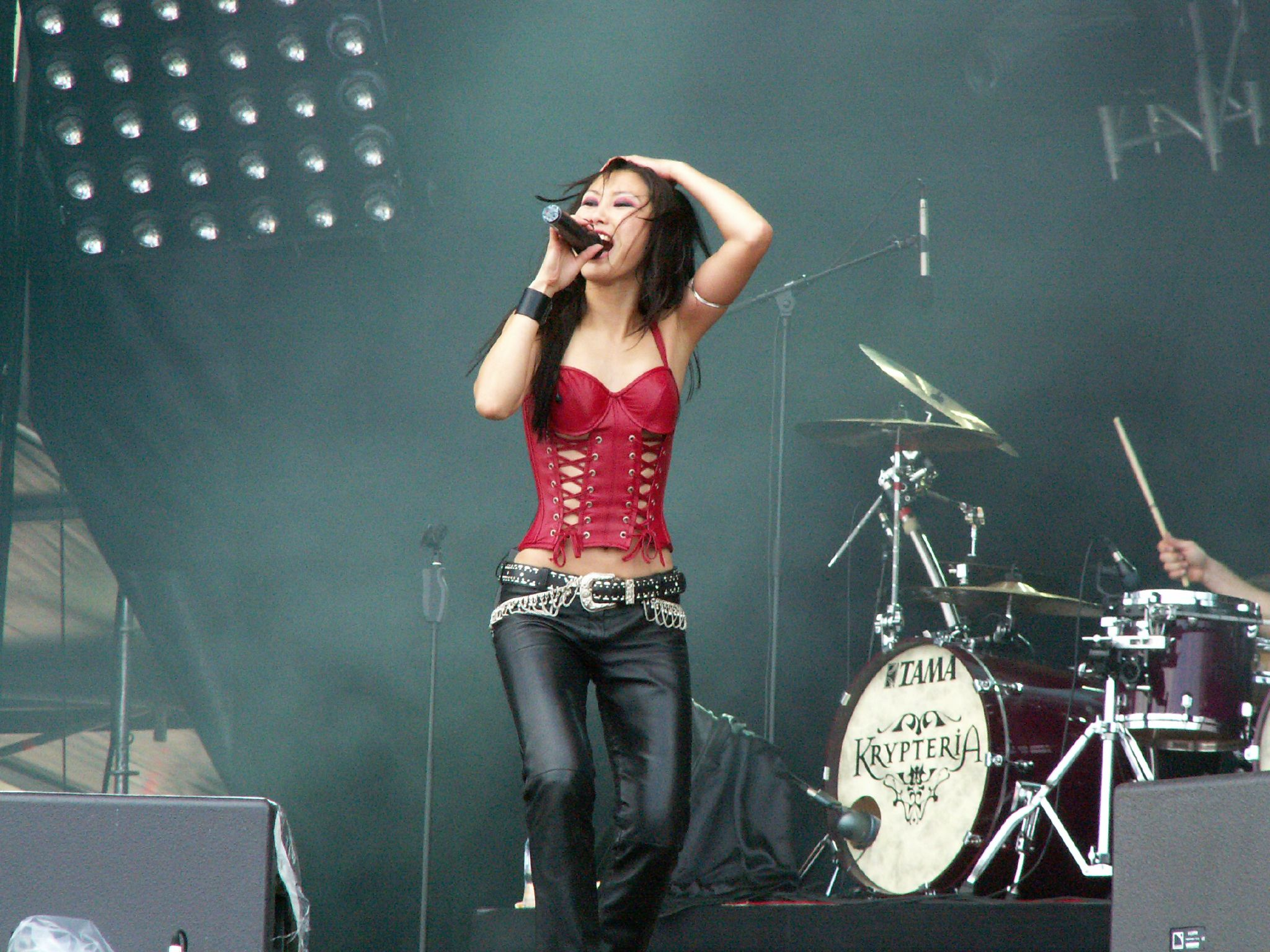
Ji-In Cho podczas M’era Luna Festival 2007

Od początku 2010 roku Olli Singer zastąpił gitarzystę Chris Siemonsa podczas wszystkich występów na żywo. Siemons, który z powodu ciągłych problemów ze zdrowiem nie mógł już występować, pozostaje jednak stałym członkiem grupy.
Czwarty album studyjny zespołu All Beauty Must Die ukazał się 22 kwietnia 2011 roku nakładem własnej wytwórni zespołu Liberatio Music. Zajmując pozycję 24 w German Media Control Charts jest jak dotąd największym sukcesem grupy.
W roku 2012 zespół zawiesił działalność gdy wokalistka Ji-In Cho zaszła w ciążę a potem poświęciła się wychowywaniu dziecka. Podczas okresu  przedłużającej się bezczynności basista zespołu Frank Stumvoll otrzymał w 2015 roku propozycję skomponownia ścieżki dźwiękowej do niemiecko-amerykańskiego thrillera „Bad Trip". Aby zrealizować zamówienie pozyskał do współpracy swych dawnych towarzyszy z Krypterii, S.C. Kuschnerusa i Olli Singera. Po ostatecznym dołączeniu w 2016 również wokalistki Ji-In Cho powstał projekt „And Then She Came“, który 24 czerwca 2016 wydał swój debiutancki album o takiej samej nazwie. Zespół z założenia nie chce być sequelem Krypterii, chce mieć inny styl i wykonywać inną muzykę od poprzedniego wcielenia. Podczas gdy Krypteria wykonywała metal symfoniczny, obecnie grupa określa swą muzykę jako współczesny rock.

## Skład zespołu
- Ji-In Cho – śpiew
- Chris Siemons – gitara
- Frank Stumvoll – gitara basowa
- S.C. Kuschnerus – instrumenty perkusyjne
- Olli Singer (od 2010) – gitara
- Stefan Grießhammer (od 2011) – instrumenty klawiszowe

## Dyskografia

### Albumy musicalowe
- Krypteria – 27 października 2003 (podwójny album; Sony/BMG) (z wokalistkami Sylvia González Bolívar i in.)
- Krypteria – Liberatio – 31 stycznia 2005 ("Song Only")(Sony/BMG) (z wokalistkami Sylvia González Bolívar i in.) + Bonustrack Liberatio MMV (z wokalistką Ji-In Cho)

### Albumy
- In Medias Res – 25 lipca 2005 (Synergy/EMI)
- Bloodangel's Cry – 19 stycznia 2007 (Synergy/EMI)
- My Fatal Kiss – 28 sierpnia 2009 (Warner)
- All Beauty Must Die – 22 kwietnia 2011 (Liberatio Music GmbH)

### Single i EP'ki
- Evolution Principle – 4 sierpnia 2006 (EP; Synergy/EMI)
- Somebody Save Me – 14 kwietnia 2007 (Singiel, Synergy/EMI)
- Meisterhymne – 13 maja 2011
- Canon Rock – 22 czerwca 2011